# Saint-Martin-d'Écublei
Saint-Martin-d'Écublei è un comune francese di 606 abitanti situato nel dipartimento dell'Orne nella regione della Normandia.

## Società

### Evoluzione demografica
Abitanti censiti